# محمد ألتونجي
محمد عمر ناجي ألتونجي (1933- 2021 م) باحث سوري متخصِّص بالأدب الفارسي، وأستاذ جامعي، صنَّف معاجم عربية فارسية، وله مؤلفات وتحقيقات. عمل في عدد من الجامعات العربية في سورية وليبيا والكويت وبريطانيا. نال جائزة الباسل للإبداع الفكري سنة 2000، وهو عضو اتحاد الكتَّاب العرب.

## سيرته
ولد محمد بن عمر بن ناجي ألتونجي في حلب، عام 1933م، لعائلة يُكتب اسمها ألتونجي وأحياناً الألتونجي، وكانت تعمل تاريخياً بصياغة الذهب، حيث يأتي اسمها من لفظة ألتِن التركية وتعني الذهب والجي لاحقة الحِرفة المعروفة (النسبة إلى الحِرفة). كانت أمه من عائلة تسكن في إسطنبول وتعلم منها التركية. درس في المدرسة الهاشمية بحي تراب الغرباء في حلب وأكمل دراسته الثانوية في ثانوية المعري بحلب حيث نال الشهادة الثانوية عام 1954م.
ثم تخرَّج في جامعة دمشق (كلية الآداب) بعام 1959م. وذهب في بعثة إلى إيران للتخصص في الأدب المقارن (العربي- الفارسي) بين عامي: 1963-1966م. حصل فيها على شهادة الدكتوراه من جامعة طهران. ونال فيما بعد دكتوراه دولة بمرتبة (شرف أول) من جامعة القديس يوسف في بيروت بسنة 1973.
بدأ مهنته مُدرساً في ثانويات حلب بعام 1958م. ثم بعد أن حصل على الدكتوراه، عُيِّن مُدرساً في جامعة دمشق بين عامي: 1966-1970م. بعد ذلك، كان أحد أعضاء البعثة السورية التدريسية إلى جامعة بنغازي في ليبيا، وعمل مُحاضراً في الجامعة الإسلامية بمدينة البيضاء (تُعرف الآن باسم جامعة محمد بن علي السنوسي). عاد عام 1976م إلى سورية، وعمل مُدرساً في جامعة حلب. بعام 1980م عُيّن مُشرفاً في قسم اللغة العربية بجامعة حلب. وعمل كذلك في بريطانيا لمدة سنة في جامعة إكزتر، وأستاذاً لجامعة بكين في الصين لفصل دراسي واحد.
وله أكثر من مئة كتاب مطبوع في الدراسة والإبداع وقصص الأطفال. وهو عضو اتحاد الكتاب العرب.

## آثاره
ألف محمد ألتونجي العديد من الكتب والأعمال الأدبية بالإضافة إلى تحقيقه لبعض المخطوطات والأعمال التراثيّة، خصوصاً تلك التي تتعلق بأعلام حلب. وكان له أثراً واضحاً بالأعمال المعجمية وخصوصاً المعاجم الثنائية العربية الفارسية. فيما يلي قائمة ببعض أعماله:
1. تسعون أداة مُعرَّبة، مطبعة الوطن حلب عام: 1961م.
2. عذارىَ ومُومسْ (قصص)، حلب: 1954م.
3. ثورة الكلبة مكسيم غوركي (ترجمة)، بيروت 1954م.
4. الإعراب المنهجي، مطبعة الشرق بحلب عام: 1958م.
5. أساطيرٌ من الشرق (6 قصص للأطفال) مطبعة ربيع حلب 1966م.
6. أبطال الإعلام (للفتيان)، بنغازي عام: 1984م.
7. تعالي نرقص (قصص)، المطبعة الجديدة دمشق 1958م.
8. دُميةُ القصر، وعصرة أهل العصر (للباخرزي)، تحقيق: دمشق 1976م.
9. النسيب في شعر حبيب (دراسة) 1957م.
10. الطباعة ورسالتها القومية في عالمنا العربي (بالاشتراك مع أحمد الحفيان) حلب: 1960م.
11. قاموس الجيب (عبري – عربي) حلب 1963م.
12. معجم الأدوات النحوية، دار الفكر بدمشق 1960م.
13. اللغة الفارسيَّة وقواعدها، مطبعة كرم بدمشق 1966م.
14. دليلُ الفارسيَّة، دار الأنوار بيروت 1968م.
15. قطوفٌ من الأدب الفارسيِّ. مطبعة كرم بدمشق 1967م.
16. بدر شاكر السياب والمذاهب الشعرية المعاصرة، دار الأنوار بيروت 1968م.
17. قسطاكي الحمصي شاعراً وناقداً وأديباً، بيروت 1966م.
18. غاندي وكفاحه المُسالم (ترجمة) بيروت 1969م.
19. المعجم الذهبي «فرهنگ طلائي» (فارسي – عربي) دار العلم للملايين بيروت 1969م. وقد رتَّبه حسب الحرف الأول من الكلمة، ووفقاً لحروف الهجاء الفارسية، صدرت طبعته الثانية سنة 1980م[4]
20. ديوان الباخرزي (تحقيق)، جامعة بنغازي، ليبيا عام: 1973م.
21. يتيمة الدهر في محاسن أهل العصر (تحقيق) بيروت: 1976م.
22. حول الأدب في العصر السلجوقي (دراسة) جامعة بنغازي، ليبيا عام: 1974م.
23. المتنبي مالئ الدُّنيا وشاغلُ النَّاس (دراسة، حلب: 1976م.
24. المختار من الأدب الجاهلي، جامعة حلب عام: 1988م.
25. الأعشى شاعرُ المجون والخمرة، 1976م.
26. عقبة بن نافع فاتحُ ليبيا والمغرب، 1975م.
27. قالت الحيوانات (25 قصة للأطفال)، دار الكتاب الليبي بين عامي 1975-1977م.
28. محكمة العدل في بلخ بهرام بيضائي (ترجمة).
29. اليزيديون، طبع أول مرَّة عام 1988 في الكويت، والثانية في لبنان 1999.[5]
30. معادن الذهب في الأعيان المُشرَّفة بهم حلب، لأبي الوفاء العُرْضِي، (تحقيق) دار الملاح 1987م.

## تكريمه
- جائزة دولة الهند من اليونسكو عام 1970.
- براءة تقدير من المجلس الأعلى للعلوم والآداب 1979.
- براءة تقدير من رئاسة جامعة حلب 1986.
- شهادة تقدير من رئيس جامعة قار يونس 1989.[5]
- جائزة الباسل للإبداع الفكري 2000.

## وفاته
توفي محمد ألتونجي يوم الأربعاء 25 ذي الحِجَّة 1442هـ الموافق 4 أغسطس (آب) 2021م، عن عمر ناهز تسعين عامًا.